# الحزب الجمهوري (باكستان)
الحزب الجمهوري هو حزب باكستاني تم تشكيله في أكتوبر 1955، من قبل فصيل انفصالي من الرابطة الإسلامية وسياسيين آخرين يدعمون فكرة إنشاء مقاطعة غرب باكستان، بتحريض من كبار القادة في الخدمة العسكرية والمدنية. وكان رئيس الحزب هو خان عبد الجبار خان، رئيس وزراء غرب باكستان. أما الزعيم البرلماني المركزي فقد كان هو فيروز خان نون، رئيس وزراء باكستان (1957 - 1958).